# Jan Ciepiela
Jan Ciepiela (* 21. Januar 1989 in Świętochłowice) ist ein ehemaliger polnischer Sprinter, der sich auf den 400-Meter-Lauf spezialisiert hat.

## Sportliche Laufbahn
Erste internationale Erfahrungen sammelte Jan Ciepiela im Jahr 2007, als er bei den Junioreneuropameisterschaften in Hengelo mit der polnischen 4-mal-400-Meter-Staffel in 3:07,87 min die Goldmedaille gewann. 2009 schied er bei den Halleneuropameisterschaften in Turin mit 47,54 s im Halbfinale über 400 Meter aus und gewann mit der Staffel in 3:07,04 min gemeinsam mit Marcin Marciniszyn, Jarosław Wasiak und Piotr Klimczak die Bronzemedaille hinter den Teams aus Italien und dem Vereinigten Königreich. Im Juli gewann er bei den U23-Europameisterschaften in Kaunas in 45,81 s die Bronzemedaille über 400 Meter hinter dem Franzosen Yannick Fonsat und Nigel Levine aus dem Vereinigten Königreich und siegte dort im Staffelbewerb in 3:03,74 min. Anschließend gelangte er mit der Staffel bei den Weltmeisterschaften in Berlin mit 3:02,23 min im Finale auf den fünften Platz. Im Jahr darauf verhalf er der Staffel bei den Europameisterschaften in Barcelona zum Finaleinzug und 2012 belegte er bei den Europameisterschaften in Helsinki in 3:20,37 min den vierten Platz. 2014 beendete er dann seine aktive sportliche Karriere im Alter von 25 Jahren.
2009 wurde Ciepiela polnischer Hallenmeister im 400-Meter-Lauf.

## Persönliche Bestzeiten
- 400 Meter: 45,81 s, 17. Juli 2009 in Kaunas
  - 400 Meter (Halle): 46,72 s, 6. März 2009 in Turin